# François Eid
François Eid OMM (ur. 24 lipca 1943 w Mtolleh) – libański duchowny maronicki, w latach 2006-2012 biskup Kairu.

## Życiorys
Święcenia kapłańskie przyjął 28 sierpnia 1971 w Zakonie Maronickim Błogosławionej Maryi Dziewicy. Przez wiele lat pracował w zakonnych placówkach w Libanie i Kanadzie, a następnie przeniósł się do Rzymu, gdzie kierował miejscową wspólnotą zakonną, jednocześnie piastując urząd prokuratora generalnego zgromadzenia. W 1999 został wybrany przełożonym generalnym mariamitów, zaś w 2005, po zakończeniu kadencji, powrócił do kierowania rzymskim konwentem.
24 września 2005 został wybrany na biskupa Kairu, wybór potwierdzono 28 grudnia. Sakrę biskupią otrzymał 11 lutego 2006. 16 czerwca 2012 zrezygnował z urzędu i został prokuratorem patriarchalnym przy Stolicy Apostolskiej. 13 kwietnia 2015 papież Franciszek mianował go wizytatorem apostolskim dla Bułgarii, Grecji i Rumunii.
11 października 2018 przeszedł na emeryturę.